# N.U.D.E.@ Natural Ultimate Digital Experiment
『N.U.D.E.@Natural Ultimate Digital Experiment』（ヌード ナチュラル アルティメット デジタル エクスペリメント）は、Xbox向けに日本でのみ発売されたライフシミュレーションコンピュータゲームである。このゲームは、プレイヤーが新製品の被験者になるというシミュレーション形式のゲームである。その商品とは、「P.A.S.S.」（Personal Assist Secretary System）という女性型のヒューマノイドロボットである。このロボットは起動時には非常に基本的な機能しか備えていないので、言語と、作業をこなす方法を教えなければならない。そのためには、プレイヤーが付属のヘッドセット「Xboxボイスコミュニケータ」を使って、ロボットに音声で命令を出す必要がある。Xboxの内蔵時計は時間を記録し、それがゲームプレイに様々な影響を与える。
このゲームのコンセプトは、プレイヤーが音声でアバターと対話するセガドリームキャストゲームの『シーマン』と同様である。
『N.U.D.E.@ Natural Ultimate Digital Experiment』は2002年9月19日に発表され、2002年東京ゲームショウでプロモーションビデオが上映された。